# Blumenau Voleibol Clube 2023-2024
Questa voce raccoglie le informazioni riguardanti il Blumenau Voleibol Clube nella stagione 2023-2024.

## Stagione
Il Blumenau Voleibol Clube utilizza la denominazione sponsorizzata Bluvolei Furb SME nella stagione 2023-24.
Partecipa alla Superliga Série A classificandosi all'undicesimo posto e retrocedendo. 
A livello statale conquista il suo quinto titolo statale al Campionato Catarinense.

## Organigramma societario
Area direttiva
- Presidente: Ruy Dornelles

Area tecnica
- Allenatore: Rogério Portela
- Secondo allenatore: Charles Petry
- Assistente allenatore: Fernando Valle

Area sanitaria
- Fisioterapista: Milena Cristan

## Rosa
| N° | Nome               | Ruolo | Data di nascita   | Nazionalità sportiva |
| -- | ------------------ | ----- | ----------------- | -------------------- |
| 1  | Édna Schlindwein   | C     | 19 settembre 1983 | Brasile              |
| 2  | Júlia Dias         | L     | 8 giugno 1998     | Brasile              |
| 4  | Ana Paula Nunes    | P     | 27 giugno 1999    | Brasile              |
| 5  | Natasha Farinea    | C     | 8 febbraio 1986   | Brasile              |
| 6  | Ana Cristina Porto | P     | 10 gennaio 1982   | Brasile              |
| 7  | Letícia Linhares   | P     | 25 settembre 1997 | Brasile              |
| 8  | Arianne Tolentino  | O     | 13 novembre 1989  | Brasile              |
| 9  | Andressa Picussa   | C     | 22 luglio 1989    | Brasile              |
| 10 | Mariana Cassemiro  | S     | 27 marzo 1987     | Brasile              |
| 11 | Ivna Marra         | O     | 25 gennaio 1990   | Brasile              |
| 12 | Júlia da Silva     | C     | 15 aprile 1999    | Brasile              |
| 14 | Victória Justi     | C     | 26 novembre 2001  | Brasile              |
| 16 | Geovanna Rodrigues | S     | 16 dicembre 2002  | Brasile              |
| 17 | Isabela Paquiardi  | S     | 4 marzo 1992      | Brasile              |
| 18 | Viviane Braun      | S     | 17 ottobre 1997   | Brasile              |
| 19 | Laís de Lima       | L     | 17 settembre 1997 | Brasile              |

## Mercato
| Acquisti | Acquisti           | Acquisti       | Acquisti   |
| R.       | Nome               | da             | Modalità   |
| -------- | ------------------ | -------------- | ---------- |
| S        | Viviane Braun      | Bradesco       | definitivo |
| S        | Mariana Cassemiro  | Alba           | definitivo |
| C        | Júlia da Silva     | ABEL           | definitivo |
| L        | Laís de Lima       | São Caetano    | definitivo |
| C        | Natasha Farinea    | Benfica        | definitivo |
| O        | Ivna Marra         | Bauru          | definitivo |
| S        | Isabela Paquiardi  | Barueri        | definitivo |
| C        | Andressa Picussa   | Pinheiros      | definitivo |
| P        | Ana Cristina Porto | Rio de Janeiro | definitivo |
| S        | Geovanna Rodrigues | ABEL           | definitivo |
| O        | Arianne Tolentino  | Brasília       | definitivo |

| Cessioni | Cessioni            | Cessioni         | Cessioni   |
| R.       | Nome                | a                | Modalità   |
| -------- | ------------------- | ---------------- | ---------- |
| S        | Yasmin Bednarczuk   | Paranaense       | definitivo |
| P        | Layza Berto         | -                | ritirata   |
| L        | Isabela Bicca       | -                | ritirata   |
| O        | Nicole Cordeiro     | La Pintana       | definitivo |
| C        | Thayane de Oliveira | Pinhalense       | definitivo |
| C        | Geovana Freitas     | Osasco           | definitivo |
| S        | Vittoria Kuehne     | Barueri          | definitivo |
| C        | Paulini Rammé       | Belenenses       | definitivo |
| S        | Ariadne Santos      | São Caetano      | definitivo |
| S        | Moara Santos        | Sporting Lisbona | definitivo |
| O        | Kathlen Serpa       | ABEL             | definitivo |
| O        | Aline Siqueira      | -                | ritirata   |

## Risultati

### Superliga Série A

#### Girone di andata
| 1ª giornata - 9 novembre 2023 Arena Juscelino Kubitschek, Belo Horizonte  | Minas       | 3 - 1 | Blumenau       | 12-25, 25-17, 25-23, 25-20       |
| 2ª giornata - 14 novembre 2023 Ginásio Oranides do Nascimento, Uberlândia | Praia Clube | 3 - 0 | Blumenau       | 25-22, 25-20, 25-14              |
| 3ª giornata - 4 novembre 2023 Ginásio Sebastião Cruz, Blumenau            | Blumenau    | 3 - 1 | São Caetano    | 26-24, 22-25, 25-23, 25-22       |
| 4ª giornata - 28 novembre 2023 Ginásio Sebastião Cruz, Blumenau           | Blumenau    | 3 - 2 | Brasília       | 31-29, 19-25, 25-19, 18-25, 15-9 |
| 5ª giornata - 1º dicembre 2023 Ginásio Francisco Bueno Neto, Maringá      | Amavolei    | 3 - 0 | Blumenau       | 25-18, 25-23, 25-21              |
| 6ª giornata - 9 dicembre 2023 Ginásio Sebastião Cruz, Blumenau            | Blumenau    | 1 - 3 | Barueri        | 21-25, 14-25, 25-20, 25-27       |
| 7ª giornata - 15 dicembre 2023 Ginásio Henrique Villaboim, San Paolo      | Pinheiros   | 3 - 0 | Blumenau       | 25-20, 25-21, 25-19              |
| 8ª giornata - 20 dicembre 2023 Ginásio Sebastião Cruz, Blumenau           | Blumenau    | 1 - 3 | Bauru          | 17-25, 25-12, 15-25, 21-25       |
| 9ª giornata - 6 gennaio 2024 Ginásio da Hebraica, Rio de Janeiro          | Fluminense  | 3 - 0 | Blumenau       | 25-22, 25-15, 25-19              |
| 10ª giornata - 10 gennaio 2024 Ginásio Sebastião Cruz, Blumenau           | Blumenau    | 1 - 3 | Rio de Janeiro | 18-25, 16-25, 25-21, 22-25       |
| 11ª giornata - 14 gennaio 2024 Ginásio Professor José Liberatti, Osasco   | Osasco      | 3 - 1 | Blumenau       | 25-18, 25-17, 18-25, 25-18       |

#### Girone di ritorno
| 12ª giornata - 20 gennaio 2024 Ginásio Sebastião Cruz, Blumenau            | Blumenau       | 2 - 3 | Minas       | 13-25, 25-21, 24-26, 25-21, 10-15 |
| 13ª giornata - 27 gennaio 2024 Ginásio Sebastião Cruz, Blumenau            | Blumenau       | 2 - 3 | Praia Clube | 29-27, 25-15, 24-26, 18-25, 11-15 |
| 14ª giornata - 2 febbraio 2024 Ginásio Milton Feijão, São Caetano do Sul   | São Caetano    | 0 - 3 | Blumenau    | 16-25, 21-25, 17-25               |
| 15ª giornata - 6 febbraio 2024 Ginásio Sesi Taguatinga, Brasilia           | Brasília       | 1 - 3 | Blumenau    | 25-18, 23-25, 24-26, 26-28        |
| 16ª giornata - 17 febbraio 2024 Ginásio Sebastião Cruz, Blumenau           | Blumenau       | 3 - 1 | Amavolei    | 27-25, 25-27, 25-16, 25-20        |
| 17ª giornata - 22 febbraio 2024 Sportville CT, Barueri                     | Barueri        | 2 - 3 | Blumenau    | 20-25, 25-14, 25-20, 19-25, 12-15 |
| 18ª giornata - 29 febbraio 2024 Ginásio Sebastião Cruz, Blumenau           | Blumenau       | 2 - 3 | Pinheiros   | 20-25, 25-18, 25-16, 23-25, 9-15  |
| 19ª giornata - 8 marzo 2024 Ginásio Poliesportivo Paulo Skaf, Bauru        | Bauru          | 3 - 0 | Blumenau    | 25-11, 25-23, 25-21               |
| 20ª giornata - 13 marzo 2024 Ginásio Sebastião Cruz, Blumenau              | Blumenau       | 2 - 3 | Fluminense  | 26-24, 26-24, 21-25, 21-25, 12-15 |
| 21ª giornata - 18 marzo 2024 Ginásio do Tijuca Tênis Clube, Rio de Janeiro | Rio de Janeiro | 3 - 0 | Blumenau    | 25-21, 25-15, 25-21               |
| 22ª giornata - 23 marzo 2024 Ginásio Sebastião Cruz, Blumenau              | Blumenau       | 0 - 3 | Osasco      | 21-25, 13-25, 23-25               |

## Statistiche

### Statistiche di squadra
| Competizione      | Punti | In casa | In casa | In casa | In trasferta | In trasferta | In trasferta | Totale | Totale | Totale |
| Competizione      | Punti | G       | V       | P       | G            | V            | P            | G      | V      | P      |
| ----------------- | ----- | ------- | ------- | ------- | ------------ | ------------ | ------------ | ------ | ------ | ------ |
| Superliga Série A | 20    | 11      | 3       | 8       | 11           | 3            | 8            | 22     | 6      | 16     |
| Totale            | -     | 11      | 3       | 8       | 11           | 3            | 8            | 22     | 6      | 16     |

### Statistiche dei giocatori
| Giocatore      | Superliga Série A | Superliga Série A | Superliga Série A | Superliga Série A | Superliga Série A | Totale | Totale | Totale | Totale | Totale |
| Giocatore      | P                 | PT                | AV                | MV                | BV                | P      | PT     | AV     | MV     | BV     |
| -------------- | ----------------- | ----------------- | ----------------- | ----------------- | ----------------- | ------ | ------ | ------ | ------ | ------ |
| V. Braun       | 16                | 108               | 95                | 6                 | 7                 | 16     | 108    | 95     | 6      | 7      |
| M. Cassemiro   | 13                | 128               | 113               | 10                | 5                 | 13     | 128    | 113    | 10     | 5      |
| J. da Silva    | 4                 | 12                | 9                 | 3                 | 0                 | 4      | 12     | 9      | 3      | 0      |
| L. de Lima     | 21                | 0                 | 0                 | 0                 | 0                 | 21     | 0      | 0      | 0      | 0      |
| J. Dias        | 8                 | 0                 | 0                 | 0                 | 0                 | 8      | 0      | 0      | 0      | 0      |
| N. Farinea     | 17                | 124               | 93                | 23                | 8                 | 17     | 124    | 93     | 23     | 8      |
| V. Justi       | 0                 | 0                 | 0                 | 0                 | 0                 | 0      | 0      | 0      | 0      | 0      |
| L. Linhares    | 13                | 9                 | 0                 | 3                 | 6                 | 13     | 9      | 0      | 3      | 6      |
| I. Marra       | 22                | 270               | 229               | 30                | 11                | 22     | 270    | 229    | 30     | 11     |
| A.P. Nunes     | 17                | 12                | 5                 | 2                 | 5                 | 17     | 12     | 5      | 2      | 5      |
| I. Paquiardi   | 15                | 2                 | 2                 | 0                 | 0                 | 15     | 2      | 2      | 0      | 0      |
| A. Picussa     | 22                | 208               | 144               | 52                | 12                | 22     | 208    | 144    | 52     | 12     |
| A.C. Porto     | 17                | 16                | 9                 | 3                 | 4                 | 17     | 16     | 9      | 3      | 4      |
| G. Rodrigues   | 22                | 270               | 237               | 20                | 13                | 22     | 270    | 237    | 20     | 13     |
| È. Schlindwein | 12                | 25                | 16                | 8                 | 1                 | 12     | 25     | 16     | 8      | 1      |
| A. Tolentino   | 21                | 130               | 112               | 13                | 5                 | 21     | 130    | 112    | 13     | 5      |

P = presenze; PT = punti totali; AV = attacchi vincenti; MV = muri vincenti; BV = battute vincenti